# Бен 10
«Бен 10» — американський мультсеріал, створений компанією Cartoon Network Studios та творчою групою «Man of Action». Пілотний епізод було показано 27 грудня 2005 року, як частину суботньої ранкової програми Cartoon Network. Другий епізод було показано на Cartoon Network в п'ятницю 13 січня 2006, тривав серіал до 15 квітня 2008, маючи 4 сезони і 52 епізоди. Надалі «Бен 10» отримав продовження: «Ben 10: Alien Force», «Ben 10: Ultimate Alien» і «Ben 10: Omniverse».
Серіал дубльований українською мовою студією 1+1, транслювався на телеканалі 2+2 у 2011 році.
Сюжет оповідає про підлітка Бена, який випадково отримав іншопланетний пристрій Омнітрікс, за допомогою якого можна перетворюватися на будь-яких відомих іншопланетян. Використовуючи Омнітрікс, Бен бореться з іншопланетними ворогами, які загрожують Землі, та допомагає всім, хто опиняється в небезпеці.

## Сюжет
Десятирічний Бен Теннісон, його двоюрідна сестра-ровесниця Гвен та їхній загадковий дідусь Макс вирушають на шкільні канікули відпочивати в кемпінгу на природі. Тим часом в космосі відбувається битва, в ході якої один з кораблів знищується, але капсула з якимось вантажем падає на Землю.
Бен очікує тільки нудьгу від канікул, але в гущавині лісу в першу ж ніч він випадково знаходить впалу капсулу, а всередині неї — інопланетний пристрій Омнітрікс, схожий на наручний годинник, за допомогою якого отримує можливість тимчасово перетворюватися на одного з 10 супергероїв космосу. Омнітрікс вбирає в себе ДНК Бена і він стає, попри свій юний вік, захисником Землі, борючись зі злочинцями та інопланетними загарбниками. Для нього, сестри та дідуся літні канікули перетворюються на небезпечну, проте цікаву пригоду.
Незабаром Бену доводеться зіткнутися з іншопланетянином Вілгаксом, який хоче за допомогою Омнітрікса захопити весь всесвіт. Також Бен зустрічається з творцем годинника — Азмутом, його кузина Гвен набуває магічних здібностей, а дідусь Макс — Санітар Космосу у відставці, відкриває свою таємницю. Утрьох вони подорожують світом та рятують Землю від навали різних інопланетних лиходіїв.

## Основні персонажі
- Бенджамін Кірбі «Бен» Теннісон / Бен 10 (англ. Benjamin Kirby «Ben» Tennyson) — самовпевнений і зухвалий підліток, часто несерйозний і безвідповідальний попри силу, яка опинилася в його розпорядженні. Разом з тим Бен сміливий і вірний друг, який щиро бажає використовувати Омнітрікс для допомоги іншим. Також він має розвинену інтуїцію і пам'ять. Поступово Бен стає відповідальнішим і розважливішим. В майбутньому Бен має власний штаб, сина Кена, в його Омнітріксі зібрано 10000 героїв. Перетворюючись на інопланетян, Бен отримує всі можливості істоти, в тому числі зовнішній вигляд, голос, здібності і повноваження. Проте риси характеру і особистість прибульця можуть пересилити Бенові та навіть витіснити їх.
- Гвендолін «Гвен» Теннісон (англ. Gwendolyn «Gwen» Tennyson) — двоюрідна сестра Бена, яка любить пожартувати і позбиткуватися з брата. На початку серіалу Бен і Гвен мають напружені стосунки, але згодом вчаться поважати одне одного. Знайшовши книгу заклинань, Гвен навчилася використовувати магічні заклинання, тим самим захищаючи Бена і дідуся Макса. В майбутньому розкривається, що Гвен — наполовину інопланетянка з енергетичної раси анаде, чим і пояснюються її здібності.
- Максвелл «Макс» Теннісон (англ. Maxwell «Max» Tennyson) — дідусь Бена по батьківській лінії. Макс розумний і, попри свій вік, вправний боєць. Макс є колишнім санітаром космосу в відставці, тому багато знає про іншопланетян.

### Головні лиходії
- Вілгакс (англ. Vilgax) — жорстокий іншопланетянин, кремезний зелений гуманоїд, що має подобу бороди зі щупалець. Прагне знайти Омнітрікс, щоб використати його для створення непереможної армії та завоювати всесвіт. На початку серіалу Вілгакс має поранення від космічної битви та посилає роботів та інших іншопланетян на захоплення Омнітрікса. Надалі бере в цьому участь особисто, показуючи величезну силу і стійкість. Разом з тим Вілгакс турбується про свій народ і згодний навіть співпрацювати з ворогами задля його безпеки.
- Кевін Ітан Левін (англ. Kevin Ethan Levin) — 11 річний злочинець-соціопат з мутантською силою, яка дозволяє йому поглинати енергію. Він використовує свої здібності для отримання власної вигоди, йому все одно хто постраждає. Спочатку він хотів об'єднатися з Беном, щоб стати непереможним, але, після відмови Бена, він поглинув енергію від Омнітрікса.

### Герої Омнітрікса
Омнітрікс — це пристрій, створений одним з найгеніальніших учених всесвіту, Азмутом, для двох цілей. Перша — допомагати у спілкуванні різним видам, даючи змогу опинитися в тілі іншої істоти. Друга — зберігати в собі ДНК вимерлих іншопланетян, щоб в майбутньому відродити їх. Цей пристрій перетворює тіло носія в енергію, після чого перебудовує його в обрану нову матеріальну форму. Омнітрікс здатний вмістити понад мільярд зразків ДНК, початкові 10 яких:
- Вогнежар (англ. Heatblast) — жовто-червоний гуманоїд виду піроніт, що постійно палає і здатний як створювати вогонь, так і поглинати його. Через високу температуру тіла він не може торкатися легкозаймистих предметів, інакше вони загоряться.
- Дикий пес (англ. Wildmutt) — кремезна чотиринога істота, покрита оранжевим хутром, виду вульпімансер. Не має очей, зате володіє гострим нюхом і слухом. Не вміє говорити людською мовою.
- Алмазоголовий (англ. Diamondhead) — гуманоїд великого зросту, що складається з блакитиних кристалів, виду петросапієн. Вирізняється величезною міцністю і може швидко вирощувати кристали із власного тіла, в тому числі стріляти ними. Крім того Алмаз відбиває від себе промені, тому невразливий до променевої зброї.
- Блискавка (англ. XLR8, розшифровується як "Accelerate") — прудкий, подібний на двоногого ящера іншопланетянин чорно-синього кольору з маскою на лиці виду кінецелеран. Рухається завдяки колесам на ногах з такою швидкістю, що майже не помітний для людського ока. Маючи високу швидкість, може пересуватися по стінах і поверхні води.
- Сіра речовина (англ. Grey Matter) — подібна на жабу невисока головата істота в білому костюмі виду ґалван. Він слабкий фізично, проте має великий інтелект, аналітичні здібності та знання з техніки.
- Чотирирук (англ. Four arms) — чотирирукий червоний гуманоїд виду тетраманд. Вирізняється величезною фізичною силою.
- Смердокрил (англ. Stikfly) — схожа на комаху зелено-біла істота виду лепідоптеран, здатна літати і плюватися липкою масою.
- Розривні щелепи (англ. Ripjaws) — водна істота виду воллан, яка має схожі на людські тулуб і руки, голову риби-вудильника і риб'ячий хвіст. Цей іншопланетянин може жити і швидко плавати у воді, однак на суші може померти.
- Модернізація (англ. Upgrade) — напів-штучний, напів-органічний іншопланетянин виду мехаморф, що може змінювати форму. В початковій формі має ноги, довгі руки і нечітку голову, білий спереду і чорний із зеленими смугами ззаду. Вразливий до електричних розрядів.
- Примарний дивак (англ. Ghostfreak) — літаюча істота виду ектуноріт, має вигляд сірого кокона з кігтистими руками і одним зеленим оком. Під коконом зі старої шкіри міститься змієподібна істота з руками та перевернутою головою. Вміє проходити крізь предмети і вселятися в інших істот, але вразливий до сонячного світла.

## Виробництво

### Розробка
Бен 10 був створений "Man of Action" та вироблений Cartoon Network Studios. Man of Action — це група, яка складається з авторів коміксів Дункана Руло, Джо Кейсі, Джо Келлі, та Стівена Т. Сіґла. Група працювала над концептом приблизно 3 роки допоки Cartoon Network не звернула на нього увагу. Дейв Джонсон також допоміг із розробкою дизайнів.

## Український дубляж
- Бенджамін Кірбі «Бен» Теннісон / Бен 10, Модернізація – Василь Бендас
- Гвендолін «Гвен» Теннісон – Юлія Перенчук
- Максвелл «Макс» Теннісон – Анатолій Зіновенко
- Вілгакс –  Михайло Жонін
- Вогнежар  – Михайло Тишин
- Алмазоголовий – Євген Сінчуков
- Блискавка – ?
- Сіра речовина, Смердокрил, Примарний дивак, Кевін 11, Кеш Мюррей – Павло Скороходько
- Чотирирукий – ?
- Розривні щелепи  – ?
- Оповідач (1, 2 серії), Доктор Аміно, Капітан Шо, охоронець – Юрій Коваленко
- Оповідач (з 3 серії), Доктор Келлі, продавець морозива, Марті – Євген Малуха
- Тетракс - ?
- Крааб, другий член вуличної банди – Дмитро Завадський
- Джеймі – Лідія Муращенко
- Вчителька Бена – Людмила Ардельян
- А також: Євген Пашин, Андрій Бурлуцький

Мультсеріал дубльовано студією «1+1» на замовлення телеканалу «2+2» у 2011 році.